# 福山雅治
福山雅治（日语：／ Fukuyama Masaharu，1969年2月6日—），日本創作男歌手、演員、電台DJ、攝影師，出生於長崎，並擔任長崎故鄉大使。所屬經紀公司為AMUSE，所屬唱片公司為環球音樂，身高181cm，血型O型。
除了早期剛出道時的少數作品，福山雅治的音樂詞曲都由他本人創作，根據日本Oricon統計，截至2017年9月，福山雅治的音樂作品總銷量達到2410萬張，為日本歷代男性獨唱歌手的銷量冠軍。
除了音樂之外，福山雅治也參與電影及電視劇的主演，並多次擔任日本朝日電視台的奧林匹克運動會專任攝影師。2015年與吹石一惠結婚。

## 生平
- 1969年生於長崎縣長崎市，一路從宝珠幼稚園、長崎市立稻佐小學校、長崎市立淵中學校、長崎縣立長崎工業高級中學，幼稚園開始到高中畢業的求學生涯都在家鄉長崎度過。
- 1987年高中畢業後在長崎的電力公司就職。由於嚮往到東京從事音樂工作，4個月之後就辭去上班族的工作，獨自上京，在東京從事了披薩店店員等多項打工工作。
- 1988年，福山雅治在橫田飛行場附近的木材店工作期間，參加經紀公司Amuse的「10部電影主角選拔」（アミューズ・10ムービーズオーディション）甄選活動獲選之後，於電影以演員身份出道。
- 1990年3月21日，發行第一張單曲，正式以歌手身份出道。
- 1991年4月，於FM横浜的節目《ROCK AGE》首次擔任廣播節目主持工作。同年10月於TBS電視台首次演出電視劇《愛有明天》（あしたがあるから），飾演若村良一。
- 1993年於第44回NHK紅白歌合戰首次出場，演出曲目為《MELODY》。
- 1996年至1997年暫時休止音樂活動，期間除了繼續擔任日本放送的電台節目主持工作之外，只參加了Amuse的音樂會義演，及客串富士電視台電視劇《一個屋簷下2》。
- 1990年代後半起，也開始以攝影家的身份活動，多次受邀擔任朝日電視台的奧林匹克運動會專任攝影師，2006年起也陸續出版了數本攝影作品。在音樂、戲劇之外，也參與廣告、綜藝節目、運動節目、教育節目的演出，演藝活動範圍廣泛。
- 2008年擔任「長崎故鄉大使」。
- 2014年應台灣觀光局邀請，擔任2014年「台灣觀光親善大使」。同年6月7日於台灣台北小巨蛋舉辦第一場亞巡演唱會。
- 2015年9月28日，與2012年曾被週刊報導交往消息的吹石一惠結婚[5][6]。
- 2016年12月，宣佈第一個孩子誕生，未公佈孩子性別。[7]

## 電視劇
- 1991年10月，TBS電視台《愛有明天》（あしたがあるから）飾演若村良一。
- 1992年4~6月，TBS電視台《愛又怎麼樣》（愛はどうだ）飾演矢澤誠；福山雅治為此劇創作演唱的插曲《Good Night》銷售超過30萬張，成為他第一首打入Oricon公信榜前10名的作品。
- 1992年10~12月，TBS電視台《親密愛人》（ホームワーク）飾演瀧本周二。
- 1993年4~6月，富士電視台《一個屋簷下》（ひとつ屋根の下）飾演柏木雅也；此劇平均收視率為28.4%，最高收視率達37.8%，建立了富士電視台「月九」的地位。
- 1995年7~9月，富士電視台《他日再相逢》（いつかまた逢える）飾演紺野伸一；此劇為福山雅治首次以主角身份演出電視劇。
- 1997年4~6月，富士電視台《一個屋簷下2》（パート2）飾演柏木雅也。
- 1998年4~6月，TBS電視台《邂逅》（めぐり逢い）飾演中田修二，女主角為常盤貴子，講述兩人從邂逅以來經歷波折仍無法阻隔彼此思慕的愛情故事。
- 1999年6月1日，富士電視台《古畑任三郎》第35集，飾演精英犯罪者堀井岳。
- 1999年7~9月，富士電視台《無暇的愛》（パーフェクトラブ!）飾演牙醫楠武人。
- 2003年1月2日，日本電視台特別劇《天國的大輔》（天國のダイスケへ~箱根驛伝が結んだ絆），飾演採訪佐藤大輔（小栗旬 飾）的記者飯田洋平。
- 2003年1~3月，富士電視台《美女或野獸》（美女か野獣），飾演玩世不恭的新聞製作人永瀨洋海，女主角為松嶋菜菜子。
- 2007年10~12月，富士電視台《破案天才伽利略》（ガリレオ(テレビドラマ)），飾演天才物理學家湯川學副教授；協助柴咲幸飾演的女警內海薰偵破與科學相關的離奇案件，本作品的初回收視率達24.7%，並以平均21.91%的收視率成為當季收視冠軍。
- 2010年1~11月，NHK大河劇第49作《龍馬傳》（龍馬伝）飾演坂本龍馬；福山雅治為此作品首度將頭髮留長，並以此劇獲得「第48回ギャラクシー賞」電視部門個人賞。
- 2013年4~6月，富士電視台《破案天才伽利略2》（第2シーズン）飾演湯川學副教授；女配角岸谷美砂由吉高由里子飾演。本劇4月15日起在日本播出，台灣緯來日本台於日本播出後的同一週週六同期播出。
- 2014年6月，台灣偶像劇《你照亮我星球》飾演福山雅治本人；演出內容於第1集、第6集、第7集播出。
- 2016年4~6月，富士電視台《Love Song》（ラヴソング(テレビドラマ）飾演神代廣平。
- 2019年4~6月，TBS電視台《集團左遷!!》（集団左遷!!）飾演片岡洋。
- 2022年9月17日，富士電視台《破案天才伽利略 禁斷的魔術》特別篇 飾演湯川學教授。
- 2023年4~6月，TBS電視台《Last Man-全盲搜查官-》（ラストマン―全盲の捜査官―）飾演皆實廣見。

## 電影作品
- 1988年11月26日，以電影出道[8]，飾演橋本三藏。

- 2008年10月4日《嫌疑犯X的獻身》：福山雅治首次擔任電影主角的作品，飾演天才物理學家湯川學。在日本上映時連續4周獲得票房冠軍[9]，總票房達到49.2億日元；香港、台灣於同年12月24日上映。本片為電視劇《神探伽俐略》（ガリレオ）劇場版的第1部電影作品。

- 2009年7月18日《阿馬爾菲 女神的報酬》：客串演出自由撰稿人佐伯章悟。

- 2011年6月25日《アンダルシア 女神の報復（日语：安達魯西亞 女神的報復）》：客串演出自由撰稿人佐伯章悟。

- 2013年6月29日《真夏方程式》：福山雅治在（ガリレオ）劇場版第2部電影中，繼續飾演天才物理學家湯川學。宣傳期間福山雅治在日本及海外舉行了多場影廳觀眾見面會，地點包括香港、東京六本木、札幌、名古屋、大阪、福岡及台灣，移動宣傳距離總計達到地球的1/4周長。本片在香港於2013年6月27日首映、台灣於2013年7月4日首映，香港及台灣的首映典禮，是福山雅治出道23年以來，首度踏足海外宣傳作品。本片總票房為33.1億日元，為日本2013年「國產非動畫影片類」的票房冠軍。

- 2013年9月24日《我的意外爸爸》（そして父になる）：飾演精英上班族野々宮良多，本片為福山雅治主動邀請導演是枝裕和合作[10]；2013年5月18日於坎城影展期間作為競賽片首度公開上映，終場時獲得法國影廳內觀眾起立鼓掌近10分鐘之久[11][12]，並於日本時間2013年5月26日獲得獲得第66屆坎城影展評審團獎[13]。由於反映熱烈，日本將上映時間由10月提前到9月。本片雖為藝術電影，但上映4個月後，總票房達到32億日元，成為藝術電影裡的異例[14]。台灣於2013年10月25日上映，香港於2013年10月31日上映。福山雅治於2013年公開的《真夏方程式》、《我的意外爸爸》2部電影作品，年間主演票房總計達到65億日元[15]。

- 2014年8月1日《神劍闖江湖 京都大火篇》：本片為《神劍闖江湖》系列電影第2部，福山雅治在電影即將結束前以神秘人物的角色登場。

- 2014年9月13日《神劍闖江湖：傳說的最終篇》（るろうに剣心 伝説の最期編）：本片即將上映前數日，公佈福山雅治所飾演的神秘角色為主角「劍心」（佐藤健 飾）的師傅「比古清十郎」。

- 2016年10月1日《SCOOP!》：飾演狗仔記者都城靜。[16]

- 2017年9月9日《第三度殺人》：與是枝裕和導演再度合作電影新片，飾演精英律師重盛朋章。[17][18]

- 2018年2月16日《追捕》：吳宇森導演重新翻拍1976年日本經典電影「追捕」，飾演警官矢村聰。[19]

- 2018年8月《Last Letter（日语：Last Letter）》：《情書》導演岩井俊二執導，飾演小説家乙坂鏡史郎，女主角為松隆子，預計2019年上映[20]。

- 2018年9月《日間演奏會散場時》（マチネの終わりに）：西谷弘（日语：西谷弘）執導，飾演古典吉他天才演奏家蒔野聰史，女主角為石田百合子，預計2019年秋季上映[21]。

- 2022年9月《沉默的遊行》：西谷弘執導，飾演天才物理學家湯川學[22]。

- 2024年1月12日於日本上映，2024年2月6日於台灣上映：為福山雅治的首部演唱會電影《Fukuyama Masaharu Live Film Kotodama no Sakiwau Natsu "Boy Meets The Music" @Nippon Budokan 2023（日語：FUKUYAMA MASAHARU LIVE FILM 言霊の幸わう夏 @NIPPON BUDOKAN 2023）》，由福山雅治親自擔綱導演、以及現場演出、影像、聲音的整體內容監修，將2023年夏天於武道館舉辦的演唱會［Kotodama no Sakiwau Natsu @NIPPON BUDOKAN 2023］搬上大銀幕，此演場會是時隔3年半、新冠疫情解除後日本首場LIVE表演，也是日本武道館史上首度開放無人機拍攝現場畫面[23]。

- 2025年9月（預定上映）《迷宮裡的魔術師（日語：ブラック・ショーマン）》：田中亮執導，與推理作家東野圭吾再次合作，飾演魔術師神尾武史，與有村架純首次合作。

- 2025年12月（預定上映）《電影Last Man -FIRST LOVE-（映画ラストマン -FIRST LOVE-）》：平野俊一執導，飾演全盲的FBI特別搜查官皆實廣見，與大泉洋再次合作。[24]

## 人物
- 福山雅治為日本已故攝影大師植田正治（日语：植田正治）的弟子。
- 2000年，擔任朝日電視台雪梨奧運會官方攝影師。
- 2001年，於東京巨蛋及大阪巨蛋舉行演唱會。
- 2004年，擔任朝日電視台雅典奧運會官方攝影師。
- 2006年，於東京鐵塔舉辦個人小型回顧展 。
- 2008年，擔任「長崎故鄉大使」、朝日電視台北京奧運會官方攝影師。
- 2009年12月31日，以《はつ恋（日语：はつ恋 (福山雅治の曲)）》，由長崎連線第2次參加NHK紅白歌合戰，這也是自1993年第44回NHK紅白歌合戦（日语：第44回NHK紅白歌合戰）以來，福山雅治時隔16年重返紅白舞台。
- 2010年，主演NHK大河劇《龍馬傳》，獲得「第2回観光廳長官表揚」。於第61回NHK紅白歌合戰以連線方式，第3次出場紅白。
- 2010年9月17日，《哆啦A夢》卡通裡出現以福山雅治為原型所設計的新人物——源静香崇拜的超级巨星福山雅秋；對此角色安排完全不知情的福山雅治，在主持的「魂ラジオ」廣播節目裡收到聽眾的郵件通知此事，隨即於節目裡公開表示非常開心與榮幸；並表示即使當時在拍攝NHK大河劇《龍馬傳》行程忙碌，也願意親自為福山雅秋配音。由於此一契機，福山雅治隨即受邀即為2011年2月11日播出的《哆啦A夢3小時SP》以及2011年公開的劇場版《大雄與鐵人兵團》裡的福山雅秋（日语：福山雅秋）一角配音，這也是福山雅治第一次擔任聲優工作。
- 2011年，獲得第48回電視銀河獎個人賞受獎。這一年，由於發生了311東日本大震災，福山雅治的原訂的日本巡迴演唱會暫時中斷巡演；在震災之後，福山雅治由於體會到「家人的羈絆」而提筆創作出《成為一家人吧（日语：家族になろうよ）》。
- 2011年1~6月，NHK《hot spots 最後的樂園（日语：ホット・スポット 最後の楽園）》第一季開始播出。
- 2011年2~11月，《THE LIVE BANG!!》演唱會於日本18個城市巡迴演出54場，表演時間總計125小時。
- 2011年12月，於第62回NHK紅白歌合戰以連線方式，第4次出場於紅白。
- 2012年，繼3月28日的《生きてる生きてく（日语：生きてる生きてく）》之後，10月10日發行的第29支單曲《Beautiful life／GAME（日语：Beautiful life／GAME）》獲得Oricon公信榜冠軍。
- 2012年3月20日，福山雅治出道第22年前夕，官方影迷俱樂部《BROS.TV》網路直播開始，福山雅治親自擔任局長演出，於每月播出1次，每次約1小時（《BROS.TV》於2014年3月暫時中止，2015年3月重新開始放送）。擔任朝日電視台倫敦奧運會官方攝影師。2012年底，於第63回NHK紅白歌合戰以連線方式，第5次出場紅白。
- 2013年4月，單曲《誕生日には真白な百合を（日语：誕生日には真白な百合を）》獲得Oricon公信榜冠軍。
- 2013年12月31日，福山雅治於日本橫濱舉辦跨年演唱會，並依照慣例在他的跨年演唱會上，以連線方式出場NHK紅白歌合戰。由於福山雅治這一年的跨年演唱會首度對海外（台灣、香港）的電影院開放衛星實況轉播權，因此福山雅治在他第6次出場的第64回NHK紅白歌合戰裡，由橫濱國際平和會議場的跨年演唱會現場，牽線促成東京澀谷的NHK紅白歌唱大賽現場與台北101跨年晚會現場的三地衛星連線機會，這也是NHK紅白歌合戰首度對海外進行三地連線。
- 2014年2月25日，應台灣觀光局邀請，擔任2014年「台灣觀光親善大使」。福山雅治除了到台北市迪化街為台灣拍攝旅遊宣傳短片，在他從4月5日由東京巨蛋開始的2014年日本全國六大巨蛋巡迴演唱會中，一路由大阪巨蛋、名古屋巨蛋、札幌巨蛋、福岡巨蛋、到埼玉超級競技場，6個巨蛋會場、14場演出的每回開場前，都會播出這支推廣台灣旅遊的短片，並且在每位觀眾入場時，隨同演唱會紀念品，發送推廣台灣旅遊的宣傳廣告及明信片。
- 2014年3月，福山雅治發行《HUMAN》專輯。即使走紅以來不乏有單曲蟬聯冠軍榜的經驗，但這是他首度以專輯在Oricon公信榜內蟬聯雙週冠軍。福山雅治在這張專輯的宣傳活動裡，不只一次提到這是他第一次不以市場為取向，而是以一位邁入45歲的創作歌手身份，以自己的喜好為主而寫出的關於自己的體驗與思想的歌。
- 2014年6月1日，完整公開受邀為台灣偶像劇「你照亮我星球」量身打造的主題曲《破曉》中文版，這是福山雅治首次為日本之外的電視劇創作主題曲，也是首度演唱中文歌曲。
- 2014年3~5月，福山雅治於日本舉行全國六大巨蛋巡迴演唱會。
- 2014年6月7日，福山雅治於台北小巨蛋舉行出道24年以來，首次的海外演唱會[25]，並首度公開演唱中文歌曲《破曉》。
- 2014年6月13、14日，福山雅治於香港灣仔會議展覽中心Hall 5BC，舉辦了2場香港演唱會。
- 2014年10月，NHK《hot spots 最後的樂園》第二季開始播出[26]。
- 2015年3月28日，福山雅治主動結束於日本放送主持23年的電台節目《福山雅治的All Night Nippon Saturary Special 魂的Radio（日语：福山雅治のオールナイトニッポンサタデースペシャル 魂のラジオ）》[27]，當天東京有樂町的日本放送樓下，從下午開始有來自日本各地的聽眾聚集，當福山雅治進入錄音室前，也在日本放送大樓玄關前，對聚集的聽眾揮手致意。節目從日本時間晚上十一點半開始，在深夜一點節目結束之前，聚集在日本放送樓下人行道上的聽眾已接近3000人。福山雅治於深夜十二點半最後一集的節目結束之後，下樓以擴音器表示對於聽眾多年支持的感動與謝意，並叮囑大家小心回家[28][29]。

## 音樂作品集

### 單曲
※除特殊備註外，作詞作曲者皆為本人。
1. 追憶の雨の中（日语：追憶の雨の中）（1990年3月21日）（補作曲 佐野日出夫／編曲 白濱久）
2. アクセス（日语：アクセス）（1990年11月7日）（作詞 竹花いち子 福山雅治／作曲 井上大輔／編曲 中村修司）（日本ビクター《ムービーごっこ》廣告曲）
3. 風をさがしてる（日语：風をさがしてる）（1991年2月21日）（編曲 中村修司）
4. WOH WOW/ただ僕がかわった（日语：WOH WOW/ただ僕がかわった）（1991年10月21日）（編曲 後藤次利《ただ僕がかわった》 作曲 後藤次利）
5. Good night（日语：Good night）（1992年5月21日）（編曲 松本晃彦）（TBS電視台《愛はどうだ》插入曲）
6. 約束の丘（日语：約束の丘）（1992年10月28日）（編曲 星勝）（TBS電視台《テレビ近未来研究所》片尾曲）
7. MELODY/BABY BABY（日语：MELODY/BABY BABY）（1993年6月2日）（編曲 齊藤誠）（LOTTE《新作ロッテガム》廣告曲／MBS《テレビのツボ》片頭曲）
8. All My Loving/恋人（日语：All My Loving/恋人）（1993年9月29日）（編曲 小原禮）（Panasonic《CDラジオカセット》廣告曲／Panasonic《コンポSC-CH505(レステイ)》廣告曲）
9. IT'S ONLY LOVE/SORRY BABY（日语：IT'S ONLY LOVE/SORRY BABY）（1994年3月24日）（編曲 齊藤誠 《SORRY BABY》 作詞 SION、OKAMOTO／作曲 SION／編曲 小原禮）（Dydo Drinco《新ブレンドコーヒー》廣告曲）
10. HELLO（日语：HELLO）（1995年2月6日）（編曲 佐橋佳幸）（富士電視台《最高の片想い》主題曲）
11. Message/今このひとときが遠い夢のように（日语：Message/今このひとときが遠い夢のように）／今このひとときが遠い夢のように（1995年10月2日）（編曲 齊藤誠）（電影《BIRTHDAY PRESENT》主題曲）
12. Heart/you（日语：Heart/you）（1998年4月30日）（編曲 富田素弘 福山雅治）（TBS電視台《めぐり逢い》主題曲／TBS連續劇《めぐり逢い》イメージソング）
13. Peach!!/Heart Of XmasPeach!!/Heart Of Xmas（日语：Peach!!/Heart Of XmasPeach!!/Heart Of Xmas）（1998年11月5日）（作詞 福山雅治／作曲 福山雅治 富田素弘／編曲 富田素弘）（富士電視台《板橋マダムス》主題曲／TOKYO FM《JFN '98》X'mas活動主題曲）
14. HEAVEN/Squall（日语：HEAVEN/Squall）（1999年11月17日）（編曲 佐橋佳幸）（富士電視台《OUT～妻たちの犯罪》主題曲）
15. 桜坂（2000年4月26日）（編曲 富田素弘）（TBS電視台綜藝節目《ウンナンのホントコ!》裡的戀愛企劃單元《未来日記Ⅴ》主題曲）
16. HEY!（日语：HEY!）（2000年10月12日）（編曲 佐橋佳幸）（朝日電視台「2000年雪梨奥運」主題曲）
17. Gang★（日语：Gang★）（2001年3月28日）（編曲 富田素弘）（WOWOW電視台春季活動主題曲）
18. 虹/向日葵/這就是一切（日语：虹/ひまわり/それがすべてさ）（2003年8月27日）（編曲 福山雅治）（「虹」富士電視台《水男孩 (2003年連續劇)》主題曲）（「それがすべてさ」《寶礦力》2003年度廣告曲）
19. 泣いたりしないで/RED×BLUE（日语：泣いたりしないで/RED×BLUE）（2004年12月1日）（編曲 福山雅治）（NHK晨間劇《わかば》主題曲／《寶礦力》2004年度廣告曲）
20. 東京（2005年8月17日）（編曲 福山雅治／井上鑑）（富士電視台《スローダンス》主題曲）
21. milk tea/美しき花（日语：milk tea/美しき花）/LOVE TRAIN/あの夏も海も空も）（2006年5月24日）（編曲 井上鑑）（TBS電視台綜藝節目「恋するハニカミ!」主題曲／Panasonic 數位攝影機《DVD愛情サイズ》廣告曲／明治製菓《XYLISH》口香糖《踊る鼻》篇 2006年廣告曲）／三得利《新ダイエット＜生＞》廣告曲）
22. 東京にもあったんだ/無敵のキミ（日语：東京にもあったんだ/無敵のキミ）（2007年4月11日）（電影《東京鐵塔：我和老媽，有時還有老爸》主題曲／BEAUTE de KOSE ESPRIQUE PRECIOUS 廣告曲）
23. 想 -new love new world-（日语：想 -new love new world-）（2008年10月22日）（東芝液晶電視REGZA高畫質錄影機VARDIA廣告曲）
24. 化身（2009年5月20日）（富士電視台《魔女裁判》主題曲）
25. はつ恋（日语：はつ恋 (福山雅治の曲)）（2009年12月16日）（東芝液晶電視《REGZA》廣告曲）
26. 螢/少年（日语：螢/少年）（2010年8月11日）（日本電視台《美丘》主題曲／東芝液晶電視REGZA廣告曲）
27. 家族になろうよ/fighting pose（日语：家族になろうよ/fighting pose）（2011年8月31日）（結婚情報誌《ゼクシィ》廣告主題曲／WOWOW電視台開局紀念活動主題曲）
28. 生きてる生きてく（日语：生きてる生きてく）（2012年3月28日）（電影《哆啦A夢大雄與奇蹟之島~動物歷險記~》主題曲）
29. Beautiful life/Game（日语：Beautiful life/Game）/Girl 2012（2012年10月10日）（SKII廣告曲／朝日電視台「2012倫敦奧運」主題曲）
30. 誕生日には真白な百合を/Get the groove（日语：誕生日には真白な百合を/Get the groove）（2013年4月10日）（TBS電視台《鳶（日语：とんび）》（2013年）主題曲／Asahi啤酒《Super DRY》 廣告曲）
31. I am a HERO（2015年8月19日）（日本電視台《花咲舞不會沈默》第二季主題曲）
32. 聖域（日语：聖域）（2017年9月13日）（朝日電視台《黑色筆記本》主題曲）

網路配信單曲
1. 破曉（2014年6月29日）（「HUMAN」專輯曲目《暁》中文版）
2. 何度でも花が咲くように私を生きよう（2015年3月25日）（福山雅治出道25週年紀念單曲／資生堂「TSUBAKI」洗髮精廣告主題曲）
3. 1461日（2016年8月1日）（朝日電視台「2016年夏季奧林匹克運動會」及「2018年冬季奧林匹克運動會」主題曲）
4. トモエ学園 （2017年12月1日）（朝日電視台《小荳荳！》主題曲）
5. 零 -ZERO-（2018年4月7日）（電影《名偵探柯南：零的執行人》主題曲）
6. 甲子園（2018年8月27日）(NHK電視台第「第100回全國高等學校野球選手權紀念大會」轉播主題曲）
7. 心音（2020年11月9日）(日本電視台《過防疫小姐》主題曲）
8. 妖（2022年12月5日）(日本電視台《靈媒偵探·城塚翡翠》/《invert 城塚翡翠倒敘集》主題曲）
9. 想望（2023年12月4日）(電影《あの花が咲く丘で、君とまた出会えたら》主題曲）
10. ひとみ（2024年2月19日）（富士電視台《春暖花開的那一天》主題曲）
11. 桜坂2024（2024年4月1日）（「U-NEXT HOLDINGS」廣告曲）[30]
12. クスノキ-500年の風に吹かれて-（2025年6月30日）(電影《長崎―閃光の影で―》主題曲）[31]

限定單曲
1. Peach!!／Heart of Xmas（1997年12月）（歌迷俱樂部會員限定販售）

未發行單曲

合作單曲
- SION與福山雅治《たまには自分を褒めてやろう》（2005年6月8日）
- INOUE AKIRA & M.I.H.BAND《wish》（2006年11月1日）（本田美奈子追悼單曲）
- KOH⁺（コープラス、福山雅治＋柴崎幸）《KISSして》（2007年11月21日）（作詞・作曲・编曲 福山雅治／演唱 柴崎幸）《神探伽利略》主题曲
- KOH⁺《最愛》（2008年10月1日）（作詞・作曲・编曲 福山雅治／演唱 柴崎幸）《嫌疑犯X的獻身》主題曲
- KOH⁺《恋の魔力》（2013年6月26日）（作詞・作曲・编曲 福山雅治／演唱 柴崎幸）（中文版演唱 A-Lin+）《神探伽俐略2》主題曲

### 專輯

#### 原創專輯
1. 伝言（1990年4月21日）
2. LION（1991年3月21日）
3. BROS.（1991年11月6日）
4. BOOTS（1992年11月21日）
5. Calling（1993年10月21日）
6. ON AND ON（1994年6月9日）
7. SING A SONG（1998年6月24日）
8. f（2001年4月25日）
9. 5年モノ（2006年12月6日）
10. 残響（2009年6月30日）
11. HUMAN（2014年4月2日）
12. AKIRA（2020年12月8日）

#### 其他專輯
- M Collection～風をさがしてる（1995年6月9日）シングルコレクション。
- BIRTHDAY PRESENT（1996年10月21日）
  - 「FUKUYAMA MASAHARU with HIS FRIENDS ALL STARS」名義の、映画「BIRTHDAY PRESENT」サウンドトラック。
- "Perfect Love!" original songs book 《Rendezvous 1》
- "Perfect Love!" original sound track 《Rendezvous 2》（1999年8月4日）
  - 全て福山の書き下ろし曲のインスト・アルバム／13曲収録
- MAGNUM COLLECTION 1999 "Dear"（1999年12月8日）ベストアルバム
- MAGNUM CLASSICS〜Kissin'in the Fukuyama Masaharu with Royal Philharmonic Orchestra（2000年12月6日）
  - 「Fukuyama Masaharu with Royal Philharmonic Orchestra」名義のクラシックアルバム。
- Fukuyama masaharu acoustic live best selection "Live Fukuyamania"（2001年6月27日）
  - ライブ音源のみで構成されるベストアルバム。
- The Golden Oldies（2002年6月26日）
  - 「福山雅治／FUKUYAMA ENGINEERING GOLDEN OLDIES CLUB BAND」名義のカバーアルバム。
- MAGNUM COLLECTION SLOW（2003年8月27日）スローな楽曲で構成されるセレクションアルバム。
- Fukuyama Presents Acoustic Fukuyamania（2005年3月23日）
  - 吉川忠英名義のインストゥルメンタルアルバム。
- FUKUYAMA MASAHARU「ANOTHER WORKS」remixed by PISTON NISHIZAWA（2006年5月24日）リミックスアルバム。
- THE BEST BANG!!（2010年11月17日）
- 「Galileo+」（2013年6月26日）富士電視台連續劇『ガリレオ』及其劇場版系列主題曲，專輯內演唱者除了福山雅治，還有柴崎幸、黃麗玲（A-LIN）、具荷拉及朴奎利。
- 魂點（日语：「魂リク」）（2015年4月8日）福山雅治以吉他自彈自唱的翻唱專輯。
- 福之音（日语：福の音）（2015年12月23日）福山雅治出道25年紀念專輯。
- DOUBLE ENCORE（日语：DOUBLE ENCORE）（2019年2月6日）福山雅治50歲生日紀念專輯。
- KOH⁺「ヒトツボシ ～ガリレオ Collection 2007-2022～」（2022年9月14日）
- 「妖/光」+「口福歌 11Songs」（2023年2月6日）福山雅治54歲生日紀念的期間限定銷售專輯。專輯1收錄了單曲「妖」、「光」，專輯2收錄了於線上節目『福山雅治的口福廚房』中自彈自唱的11首歌曲。

## NHK紅白歌合戰出場紀錄
| 年份/屆數 | 出場 次數 | 曲目                                                            | 出演 順序 | 對戰歌手          | 備註                 |
| --- | --------- | --------------------------------------------------------------- | --------- | ----------------- | -------------------- |
| 1993年（第44回）                                                                                             | 初        | MELODY                                                          | 12/26     | 森高千里          |                      |
| 2009年（第60回）                                                                                             | 2         | 初戀                                                            | 20/25     | 小林幸子          |                      |
| 2010年（第61回）                                                                                             | 3         | 道標                                                            | 17/22     | 小林幸子(2)       |                      |
| 2011年（第62回）                                                                                             | 4         | 成為一家人吧                                                    | 22/25     | 坂本冬美          |                      |
| 2012年（第63回）                                                                                             | 5         | Beautiful Life                                                  | 23/25     | PRINCESS PRINCESS |                      |
| 2013年（第64回）                                                                                             | 6         | 2013特別組曲 （vs.2013～知覺與快樂的螺旋～、 生日獻上純白百合） | 21/25     | AKB48             |                      |
| 2014年（第65回）                                                                                             | 7         | 2014特別組曲（HUMAN、樟木）                                     | 22/24     | AKB48(2)          |                      |
| 2015年（第66回）                                                                                             | 8         | 出道25週年特別組曲 （I am a HERO、虹、HELLO、櫻坂）             | 14/26     | 水森香織          |                      |
| 2016年（第67回）                                                                                             | 9         | 2016特別組曲（1461日、少年）                                    | 13/23     | 島津亞矢          |                      |
| 2017年（第68回）                                                                                             | 10        | 巴學園                                                          | 13/23     | 坂本冬美(2)       |                      |
| 2018年（第69回）                                                                                             | 11        | 2018特別組曲（零-ZERO-、甲子園）                                | 11/22     | AKB48(3)          |                      |
| 2019年（第70回）                                                                                             | 12        | 出道30周年前SP組曲（《Hello》、《虹》、《零 -ZERO-》）          | 9/21      | AKB48(4)          |                      |
| 2020年（第71回）                                                                                             | 13        | 成為一家人吧                                                    | 20/20     | MISIA             | 白組壓軸             |
| 2021年（第72回）                                                                                             | 14        | 道標～紅白2021ver.～                                            | 22/22     | MISIA(2)          | 白組壓軸(2)          |
| 2022年（第73回）                                                                                             | 15        | 櫻坂                                                            | 22/22     | MISIA(3)          | 總壓軸 / 白組壓軸(3) |
| 2023年（第74回）                                                                                             | 16        | 「HELLO～想望」 紅白特別組曲                                    | 22/22     | MISIA(4)          | 白組壓軸(4)          |
| 2024年（第75回）                                                                                             | 17        | 《曈～少年》「為你而歌」 SP Medley                              | 21/21     | MISIA(5)          | 白組壓軸(5)          |
| * 出演順序為「出演順序/出場者數」。 * 置於對戰歌手名字後面括弧內的數字，為與該歌手在紅白歌唱大賽的對戰次數。 |           |                                                                 |           |                   |                      |

## 獲獎紀錄
1995年
- 第4回日劇學院賞   最佳連續劇主題曲《HELLO》

1996年
- 第10回日本金唱片大獎 單曲BEST 5《HELLO》[32]

2000年
- 第14回日本金唱片大獎《MAGNUM COLLECTION 1999 Dear》[33]

2001年
- 日本民間放送連盟賞 優秀賞《福山雅治のallnightnippon Saturday Special 魂のラジオ》[34]
- 第15回日本金唱片大獎《桜坂》[35]
- 第一届山本健吉文学賞 歌詞部門《桜坂》[36]

2002年
- 第16回日本金唱片大獎《f》[37]
- 第40回銀河賞 獎勵賞《福山雅治のallnightnippon Saturday Special 魂のラジオ》[38]

2004年
- 第18回日本金唱片大獎《虹／ひまわり／それがすべてさ》[39]

2008年
- 第55回日劇學院賞  最佳男主角《ガリレオ》
- 第55回日劇學院賞 最佳連續劇主題曲《KISSして》

2010年　　
- 第二回観光庁長官表彰（日本國內觀光振興）[40]

2011年
- 第19回橋田賞  最佳主演賞《龍馬伝》
- 第48回銀河賞個人賞《龍馬伝》[41]

2014年
- 第35回橫濱映画祭  主演男優賞《そして父になる》《真夏の方程式》
- 第37回日本電影金像獎  優秀主演男優賞《そして父になる》
- 第28回高崎映画祭  最優秀主演男優賞《そして父になる》

2015年
- 第29回日本金唱片大獎 專輯BEST 5《HUMAN》[42]
- 第26屆香港國際流行音樂大獎 全年最受歡迎日本金曲金獎『HUMAN』、全年日本最受歡迎歌手金獎[43][44][45]

2022年
- 第47回報知電影獎 主演男優賞《沉默的遊行》

## 外部連結
- 福山雅治官方網站 （页面存档备份，存于）（日文）
- 福山雅治所屬事務所網站 （页面存档备份，存于）（日文）
- 福山雅治官方購物網站 （页面存档备份，存于）
- 福山雅治所屬日本唱片公司 （页面存档备份，存于）（日文）
- 福山雅治のSUZUKI Talking F.M.廣播節目網站（1996年4月7日 - 2015年11月29日）（日文）
- 福山雅治 福のラジオ廣播節目網站 （页面存档备份，存于）（日文）
- 福山雅治と荘口彰久の「地底人ラジオ」廣播節目網站 （页面存档备份，存于）（日文）
- 福山雅治YouTube官方網站 （页面存档备份，存于）
- 福山雅治的Facebook專頁
- 福山雅治的X（前Twitter）
- 福山雅治的Instagram帳戶
- 福山雅治的新浪微博
- Amuse Facebook專頁 （页面存档备份，存于）